# Knud Krakau
Knud Krakau (* 25. Juni 1934 in Stettin; † 16. Juni 2024 in Berlin) war ein deutscher Jurist, Politikwissenschaftler und Professor an der Freien Universität Berlin.
Nach dem ersten juristischen Staatsexamen 1957 studierte Krakau an der Harvard University und erwarb dort den akademischen Grad des Masters in Public Administration (MPA). Von 1961 bis 1973 war er wissenschaftliche Hilfskraft, wissenschaftlicher Assistent und wissenschaftlicher Oberrat am Institut für Auswärtige Politik/Forschungsstelle für Völkerrecht und ausländisches öffentliches Recht an der Universität Hamburg. 1967 erfolgte die Promotion. 1968 legte er die zweite juristische Staatsprüfung ab. 1972 habilitierte er sich in der Politischen Wissenschaft sowie im Völkerrecht und im ausländischen öffentlichen Recht. Von 1973 bis 1974 war er Gastprofessor für Politikwissenschaft an der Universität Trier.
Seit 1974 war Krakau Professor für Neuere Geschichte unter besonderer Berücksichtigung der Geschichte Nordamerikas an der Freien Universität Berlin. In dieser Zeit war er von 1977 bis 1978 Fellow in Residence an der Smithsonian Institution in Washington, D.C., im Jahr 1986 Fulbright 40th Anniversary Distinguished Fellow und im Jahr 1994 Visiting Fellow an der Stanford University. Er wurde zum 30. September 2000 emeritiert. Krakau war bis zu deren Tod im Jahr 2011 mit der Politikwissenschaftlerin Monika Medick-Krakau verheiratet.